# Херцогство Наксос
Херцогство Наксос, още Херцогството на Архипелага или Егейското херцогство (на италиански: Ducato di Nasso, Ducato dell'arcipelago, Ducato dell’ Egeopelagi, на гръцки: Δουκάτον Αρχιπελάγους, Δουκάτον Νάξου, Δουκάτον Αιγαίου; Egeon Pelagos, Archipelagos; Naxos), e херцогство, образувано от Венецианската република след Четвъртия кръстоносен поход на Цикладския остров Наксос в Егейско море от 1207 до 1579 г. То е васал на Латинската империя.

## История
Първият херцог и основател на херцогството става Марко Санудо, племенник на венецианския дож Енрико Дандоло и участва в Четвъртия кръстоносен поход. През 1204 г. при завоюването на Константинопол, той води една венецианска флота в града, което не било договорено с Хенрих Фландърски, владетелят на Латинската империя. Марко Санудо е придружаван от Марино Дандоло, Андреа и Джеремия Гиси, също от Равано дале Карчери, господарят на Евбея, и Филокало Навигайосо, господарят на Лемнос.
През 1207 г. с помощта на осем, взети на заем от Венеция галери, Марко Санудо пристига на пристанището на Потамидидес в югозападната част на остров Наксос и започва да завоюва острова, който се предава след пет- или шестседмична обсада, въпреки помощта на Генуа. Той основава херцогството Наксос (Архипелагос) и сам се провъзгласява за херцог. През 1210 г. Марко Санудо завладява Милос и остатъка от Цикладите. Той е владетел 20 години (1207 – 1227) и се нарича Марко I Санудо.
През 1566 г. херцог Якопо IV Криспо е свален от султан Селим II. Неговият наследник, поставен от султана, е португалецът Йосиф Наси, който от 1566 до 1579 г. е последният херцог.

## Херцозите на Наксос (Архипелагос)

### Династия Санудо
- 1207 – 1227 Марко I Санудо
- 1227 – 1262 Анджело Санудо, син
- 1262 – 1303 Марко II Санудо, син
- 1303 – 1323 Гулелмо I Санудо, син
- 1323 – 1341 Николо I Санудо, син
- 1341 – 1361 Джовани I Санудо, брат
- 1361 – 1371 Фиоренца I Санудо, дъщеря
- 1371 – 1383 Николо III Карчери, син на Фиоренца от първия брак с Джовани дале Карчери
- 1383 Фиоренца II Санудо

### Династия Криспо
- 1383 – 1397, Франческо I Криспо, съпруг на Фиоренца, племенница на Джовани I
- 1397 – 1418 Якопо I, син
- 1419 – 1437 Джовани II, брат
- 1437 – 1447 Якопо II, син
- 1447 – 1453 Джан Якопо, син
- 1453 – 1463 Гулелмо II, брат на Джовани II
- 1463 Франческо II, племенник
- 1463 – 1480 Якопо III, син
- 1480 – 1494 Джовани III, брат
- 1494 – 1511 Франческо III, син
- 1511 – 1564 Джовани IV, син
- 1564 – 1566 Якопо IV, син

### Управление от Османската империя
- 1566 – 1579 Йосиф Наси